# Gynnidomorpha minimana
Gynnidomorpha minimana es una especie de polilla tortrícida perteneciente a la tribu Cochylini, de la subfamilia Tortricinae, orden Lepidoptera. Fue descrita científicamente por el entomólogo rumano Aristide Caradja en 1916.
Cuenta con una envergadura de 11-15 mm. Suele ser encontrada en brezales y musgos.

## Distribución
Se distribuye por Europa, en Estonia, Dinamarca, Noruega, Polonia, Corea, Rusia, Finlandia, Suecia y Reino Unido.